# بشنين أزرق

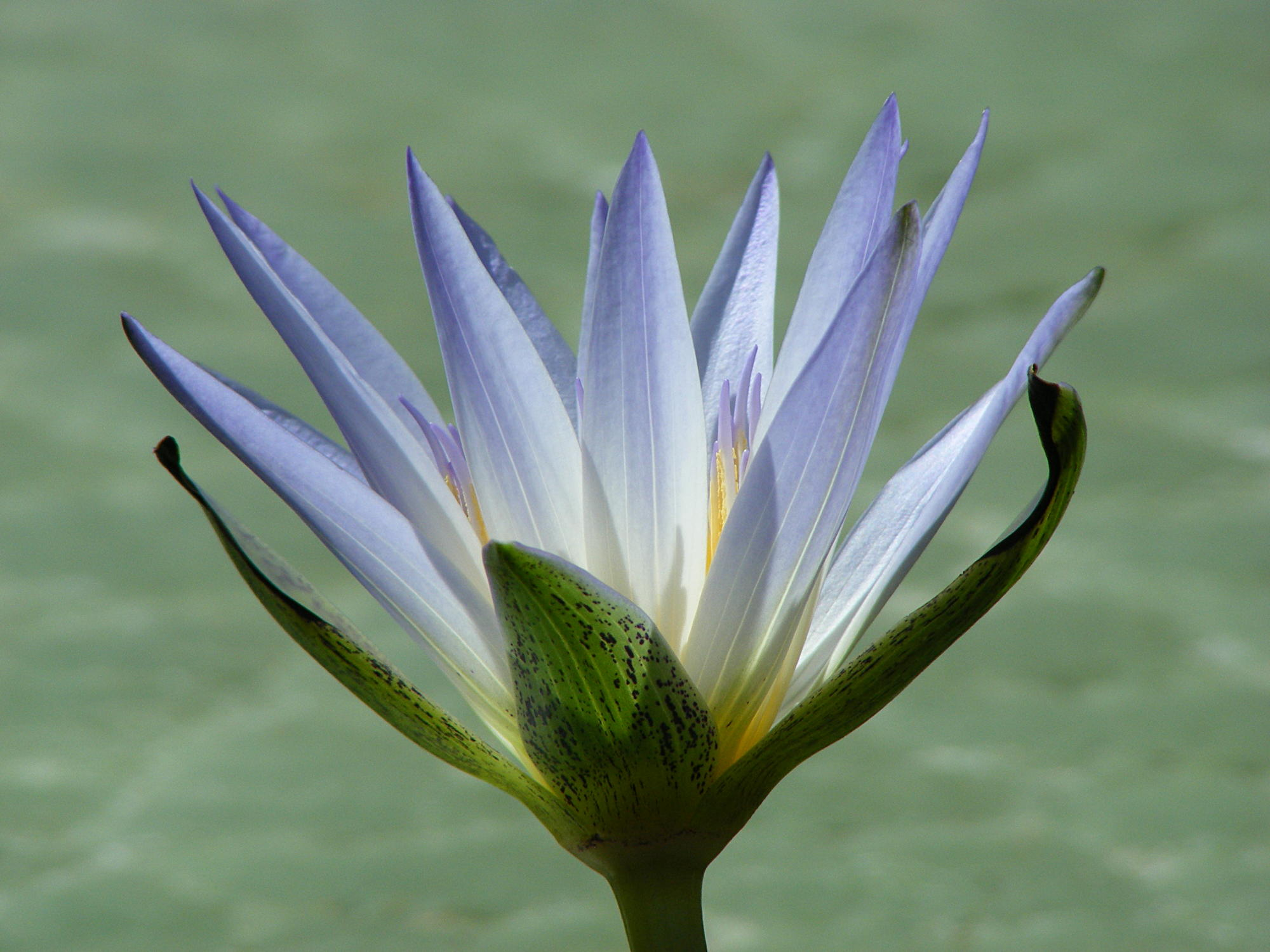
بشنين أزرق أو اللوتس المصري

بشنين أزرق ويسمى أيضا ب اللوتس المصري الأزرق (باللاتينية: Nymphaea caerulea) (بالإنجليزية: Blue Egyptian water lily)‏ أو (بالإنجليزية: sacred blue lily)‏ نبات مائي ذو أوراق مشقوقة طافية على سطح الماء محمولة على أعناق طويلة تنتج من ريزوم معمر. الأزهار بنفسجية اللون تتفتح لمطلع الشمس وتنقبض عند الغروب، وتنطبق على النحل فتميته ولذا يسمى قاتل النحل.
يتكاثر بالبذور والريزومات، ويزرع كنبات مائي للزينة ويمكن اكل جذور البشنين وهي حلوة لذيذة إلى حد ما مستديرة الشكل في حجم التفاحة. ويستخرج من الريزومات والأزهار مركبات اقتصادية هامة.